# Meseta du lac Strobel
Pour les articles homonymes, voir Strobel.
La Meseta du lac Strobel, en Patagonie argentine, est un plateau basaltique faisant partie du vaste plateau aride de Patagonie.

## Description
La Meseta du lac Strobel se situe au pied des Andes, au centre-ouest de la province de Santa Cruz, et est centrée sur le lac Strobel. Le plateau se trouve au centre du département de Río Chico, l'un des plus enclavés et des moins peuplés de toute l'Argentine. 

Vaste de quelque 2 600 km2, elle abrite des centaines de lacs, étangs et lagunes, doux ou salés, qui constituent une série d'habitats variés pour une avifaune, elle aussi, variée. La taille de ces plans d'eau peut aller de 0,5 à 700 hectares.

## Avifaune
Parmi les oiseaux observés, il faut citer : le brassemer de Patagonie (Tachyeres patachonicus), le canard spatule (Anas platalea), le canard à queue pointue (Anas georgica), le canard de Chiloé (Anas sibilatrix), le canard huppé (Lophonetta specularioides), le coscoroba blanc (Coscoroba coscoroba), le cygne à cou noir (Cygnus melancoryphus), le flamant du Chili (Phoenicopterus chilensis), la foulque leucoptère (Fulica leucoptera), la foulque à jarretières (Fulica armillata), le goéland dominicain (Larus dominicanus), le grèbe de Rolland (Rollandia rolland), le grèbe aux belles joues (Podiceps occipitalis), le grèbe mitré (Podiceps gallardoi), l'ouette de Magellan (Chloephaga picta), le phalarope de Wilson (Phalaropus tricolor), la sarcelle tachetée (Anas flavirostris), la nette demi-deuil (Netta peposaca), l'érismature ornée (Oxyura vittata) et l'érismature des Andes (Oxyura ferruginea). 

On peut voir aussi des oiseaux migrateurs non résidents, seulement de passage dans la région, tels la pluvianelle magellanique (Pluvianellus socialis) et le pluvier des Falkland (Charadrius falklandicus). Moins fréquemment, on peut également observer le héron garde-bœufs (Bubulcus ibis), le condor des Andes (Vultur gryphus), l'ouette à tête grise (Chloephaga poliocephala), la buse aguia (Geranoaetus melanoleucus), la buse tricolore (Buteo polyosoma), le caracara à gorge blanche (Phalcoboenus albogularis), le faucon pèlerin (Falco peregrinus), le pluvier de d'Urville (Charadrius modestus), le pluvier oréophile (Oreopholus ruficollis), le bécasseau à croupion blanc (Calidris fuscicollis), le bécasseau de Baird (Calidris bairdii), l'attagis de Gay (Attagis gayi), l'attagis de Magellan (Attagis malouinus), le thinocore de d'Orbigny (Thinocorus orbignyianus), le thinocore de Patagonie (Thinocorus rumicivorus), la tourterelle oreillarde (Zenaida auriculata) et la colombe à ailes noires (Metriopelia melanoptera).

## Galerie

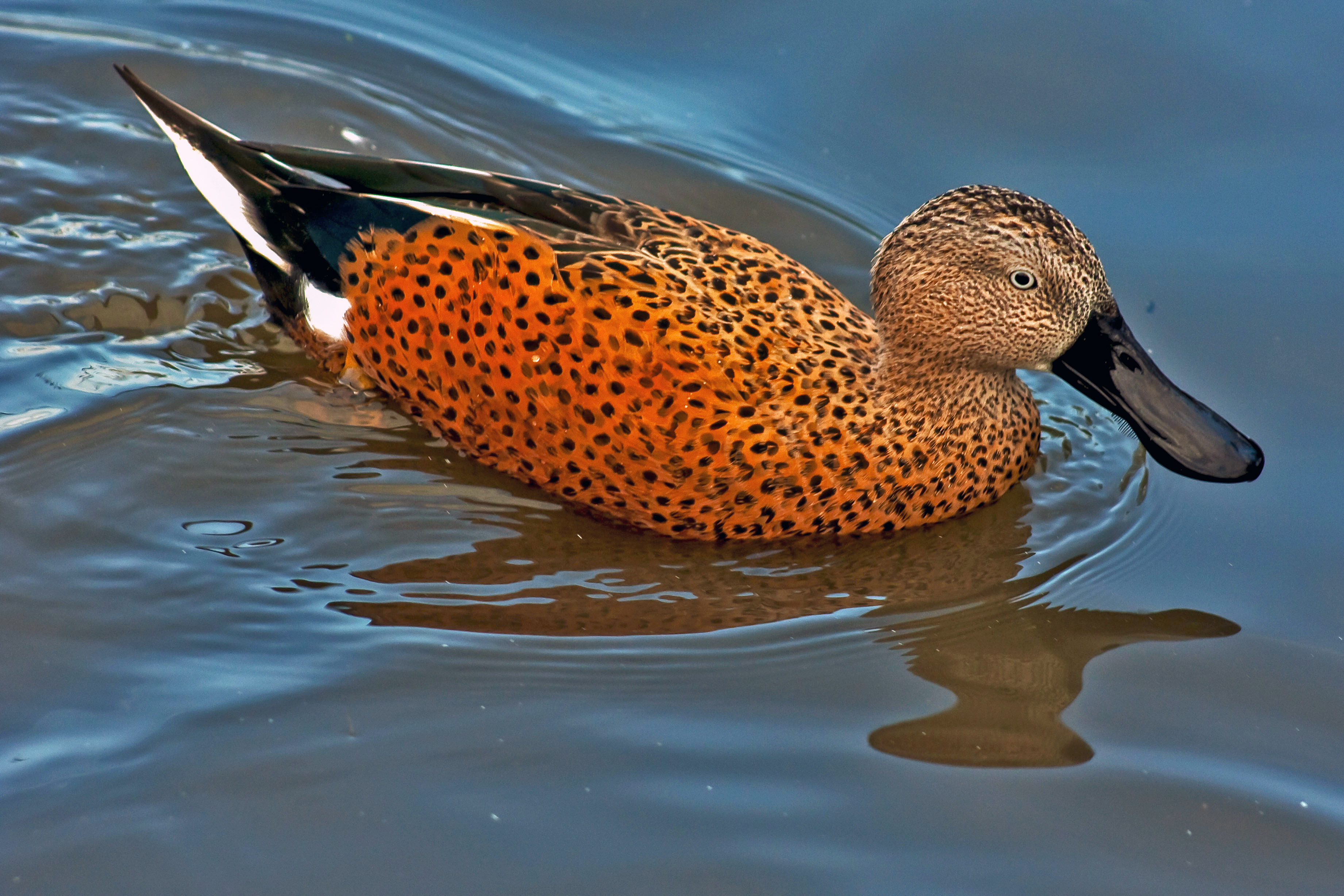
Canard spatule (Anas platalea)
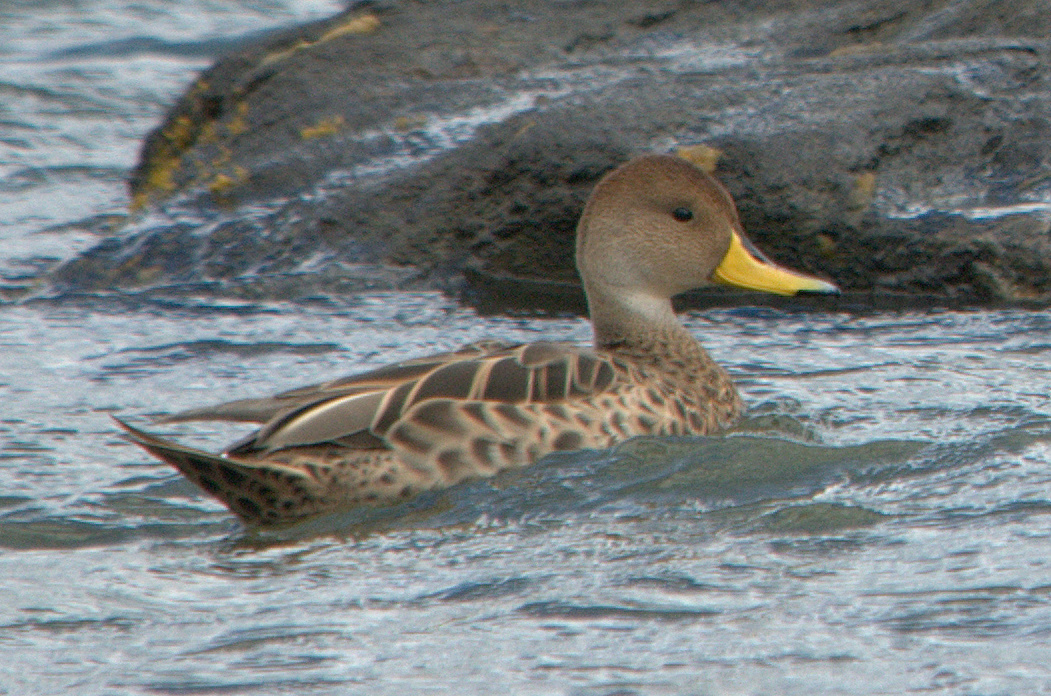
Canard à queue pointue (Anas georgica)
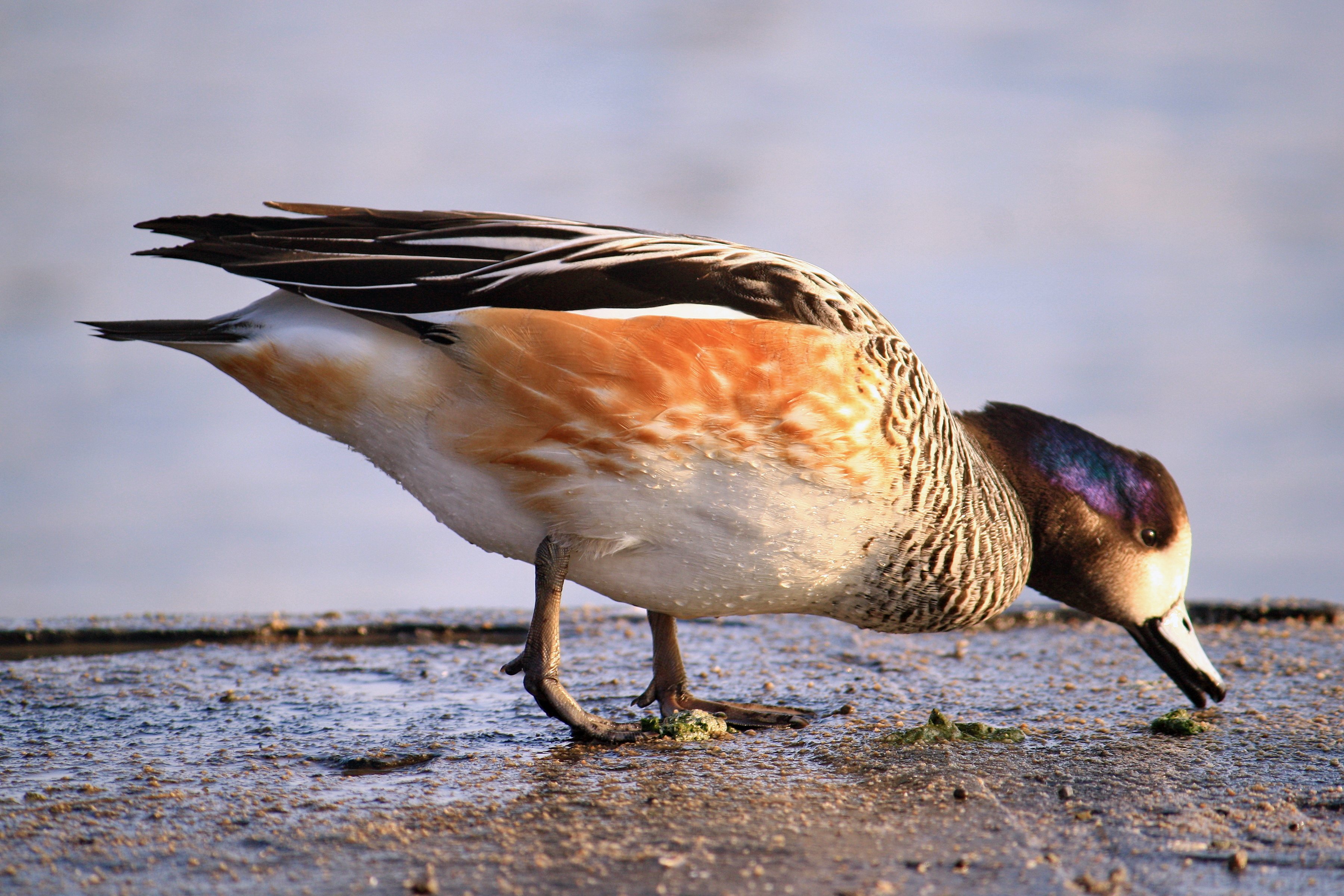
Canard de Chiloé (Anas sibilatrix)

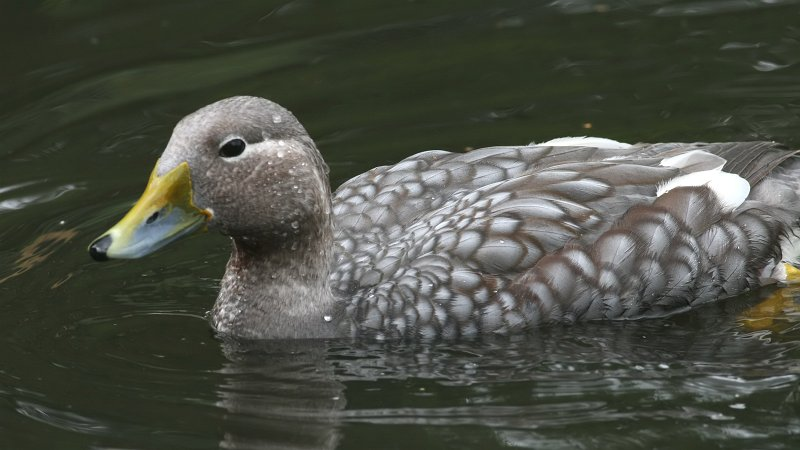
Brassemer de Patagonie (Tachyeres patachonicus)
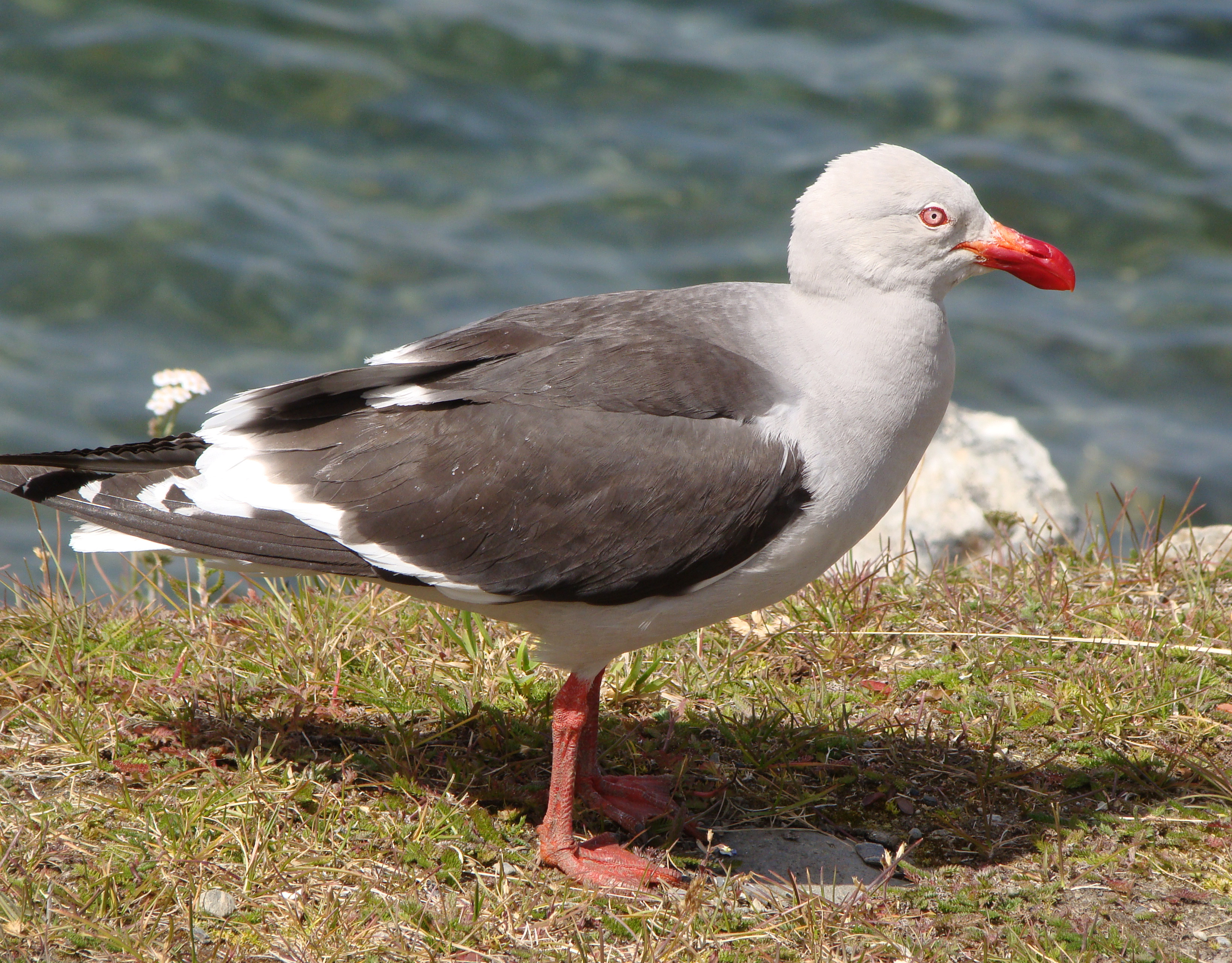
Goéland de Scoresby (Leucophaeus scoresbii)
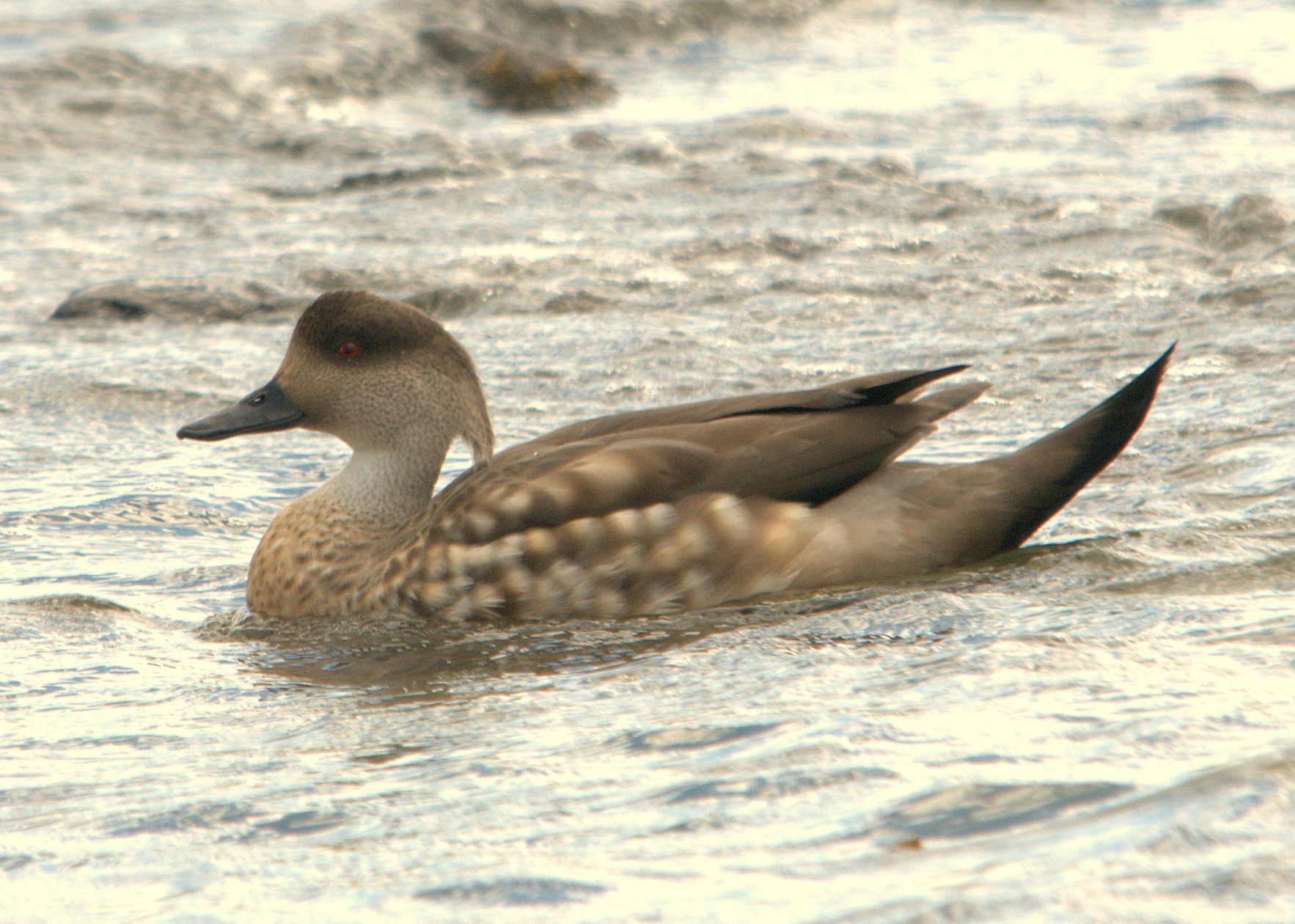
Canard huppé (Lophonetta specularioides)

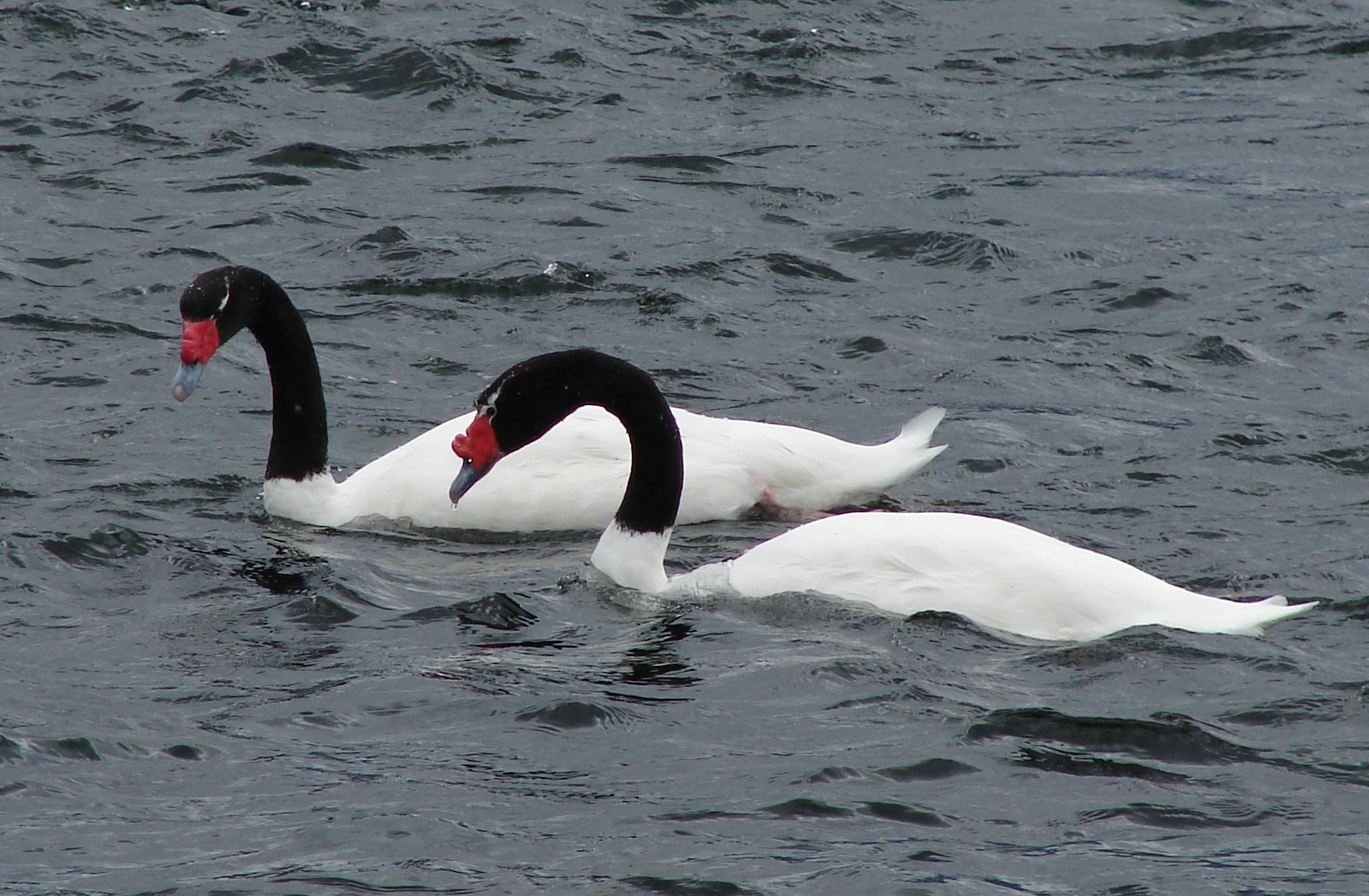
Cygnes à cou noir (Cygnus melancoryphus)
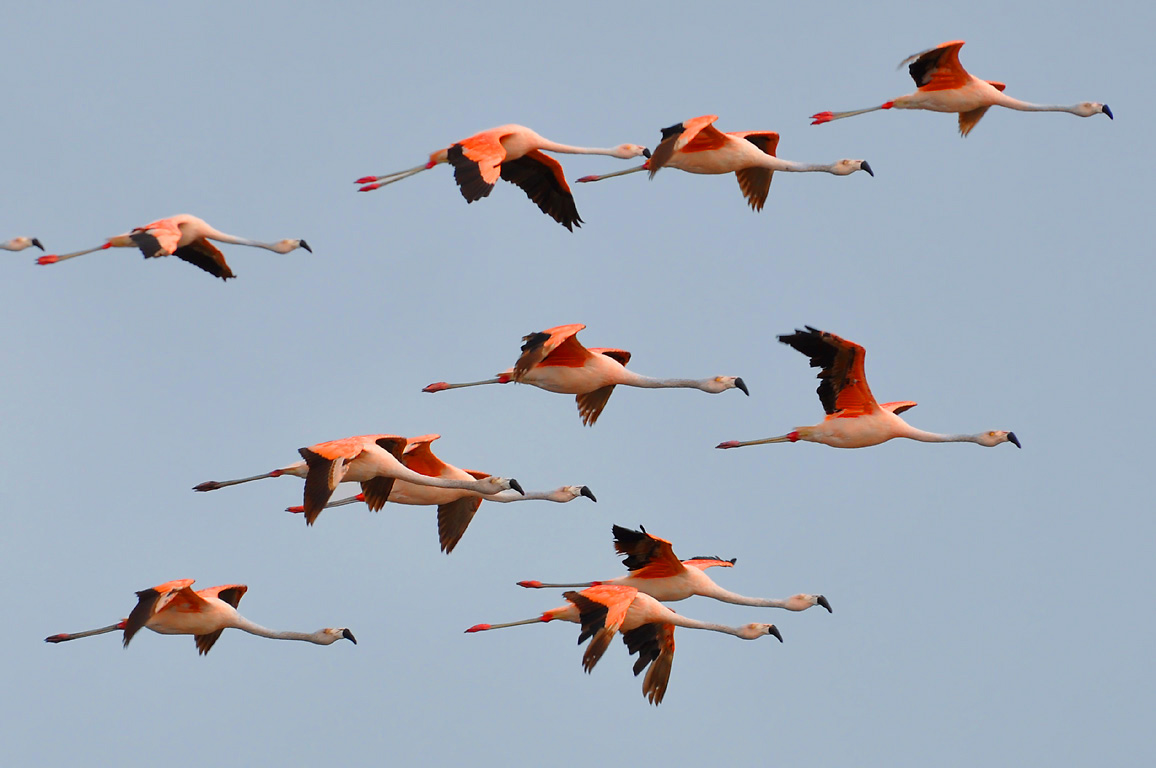
Flamants du Chili (Phoenicopterus chilensis)
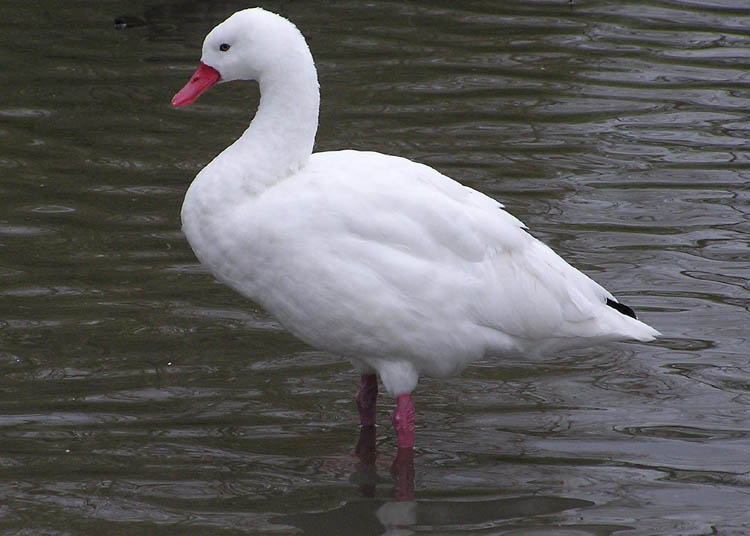
Coscoroba blanc (Coscoroba coscoroba)

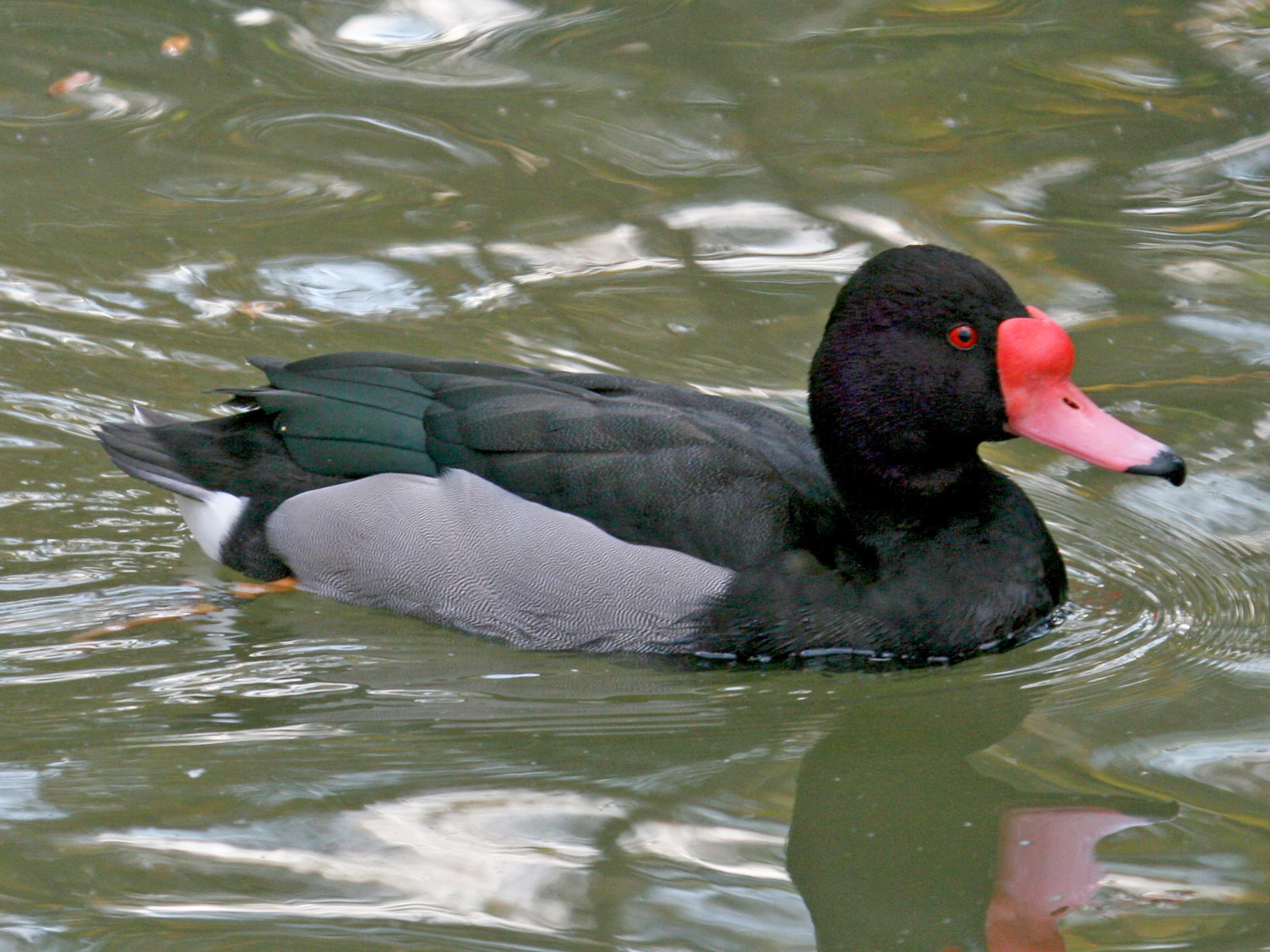
Nette demi-deuil (Netta peposaca)
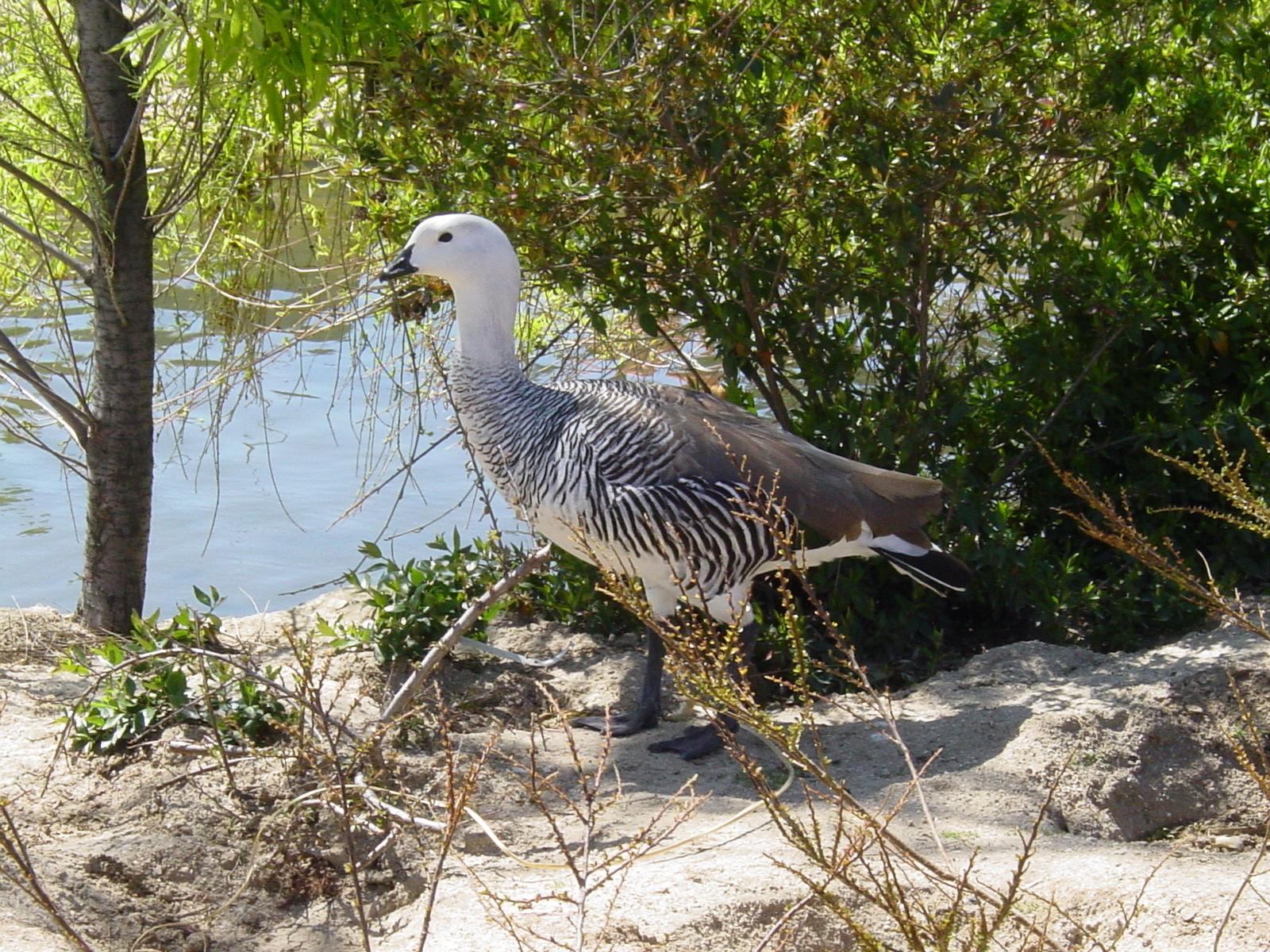
Ouette de Magellan (Chloephaga picta)
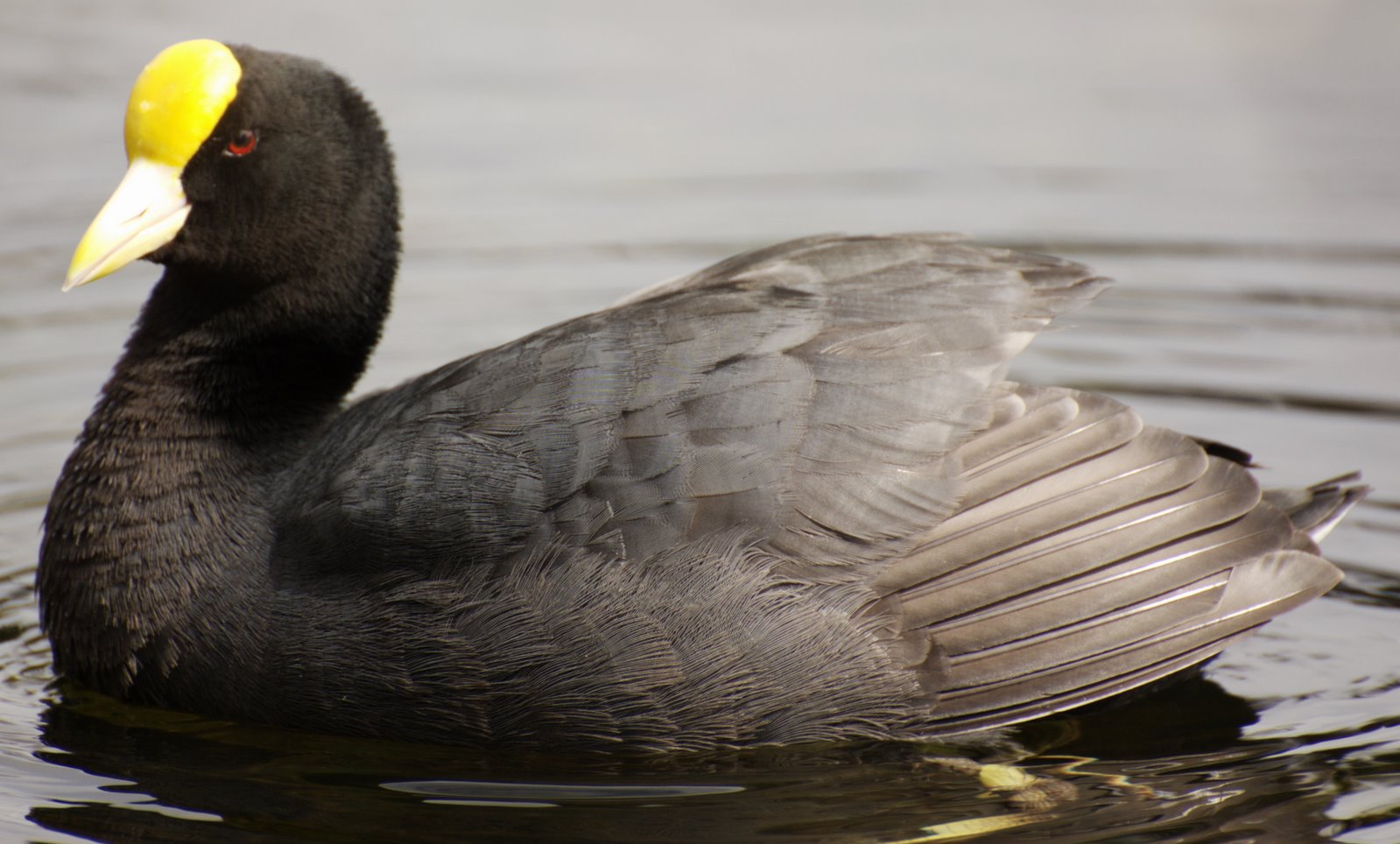
Foulque leucoptère (Fulica leucoptera)

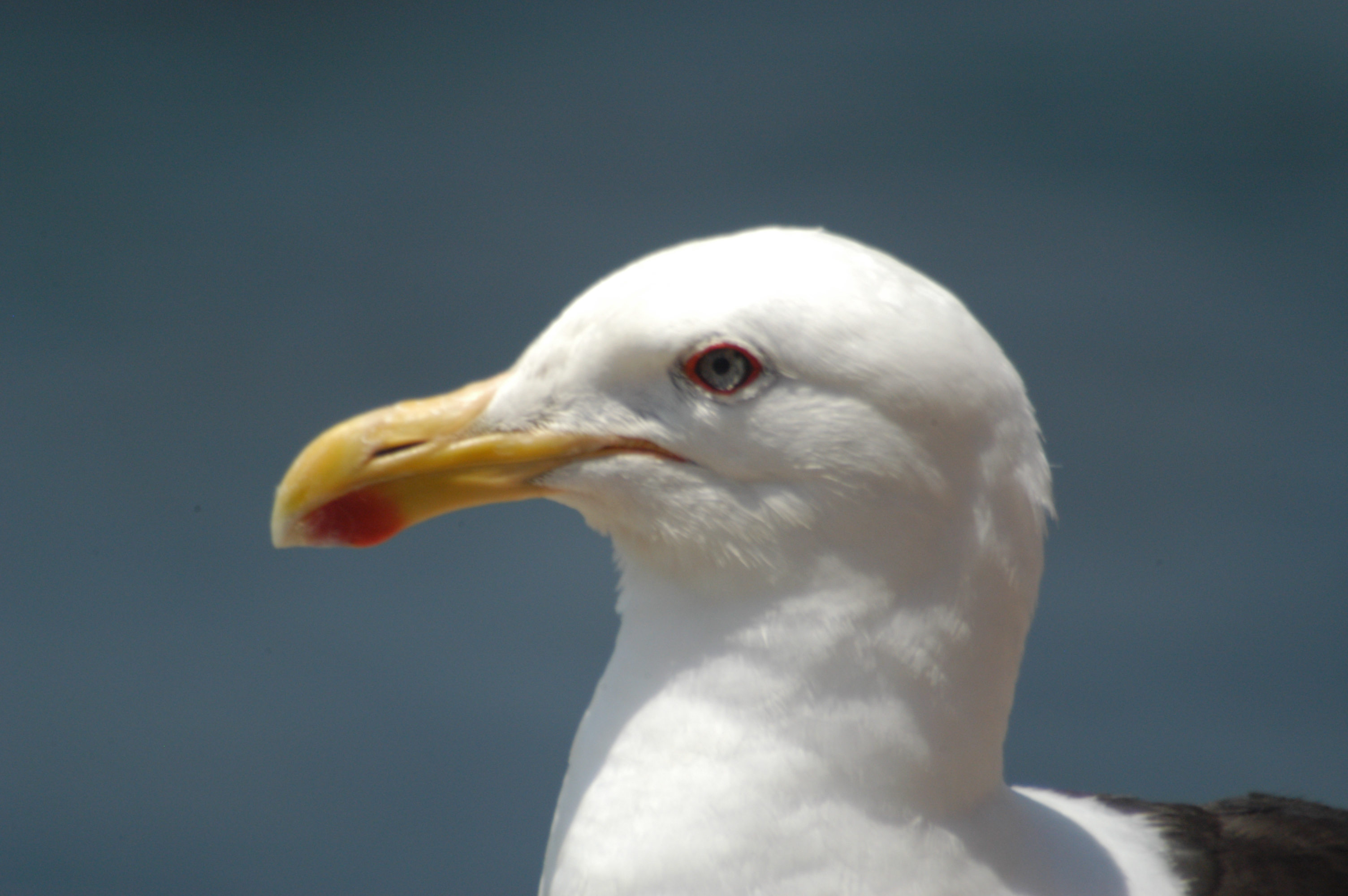
Goéland dominicain (Larus dominicanus)
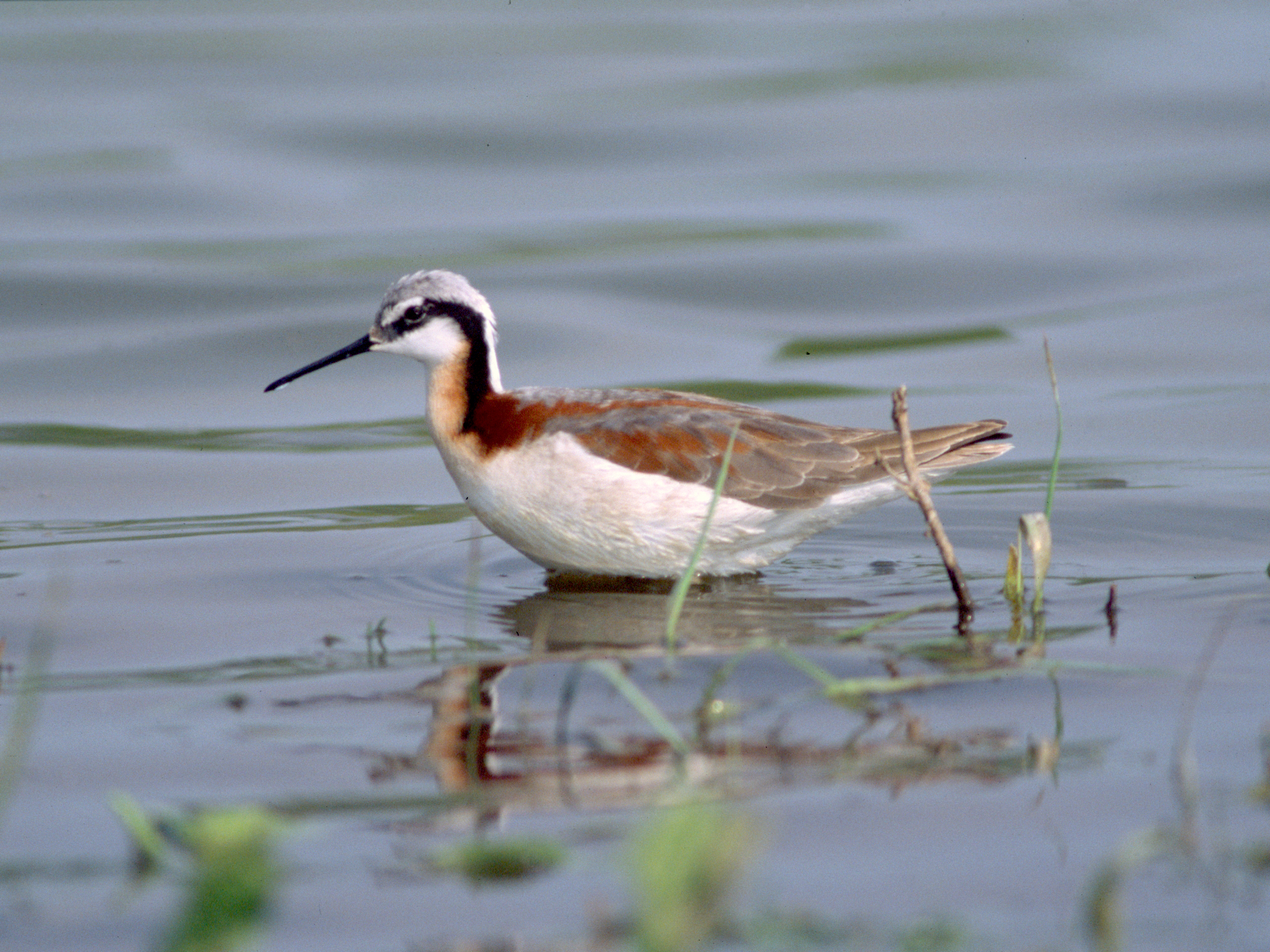
Phalarope de Wilson (Phalaropus tricolor)
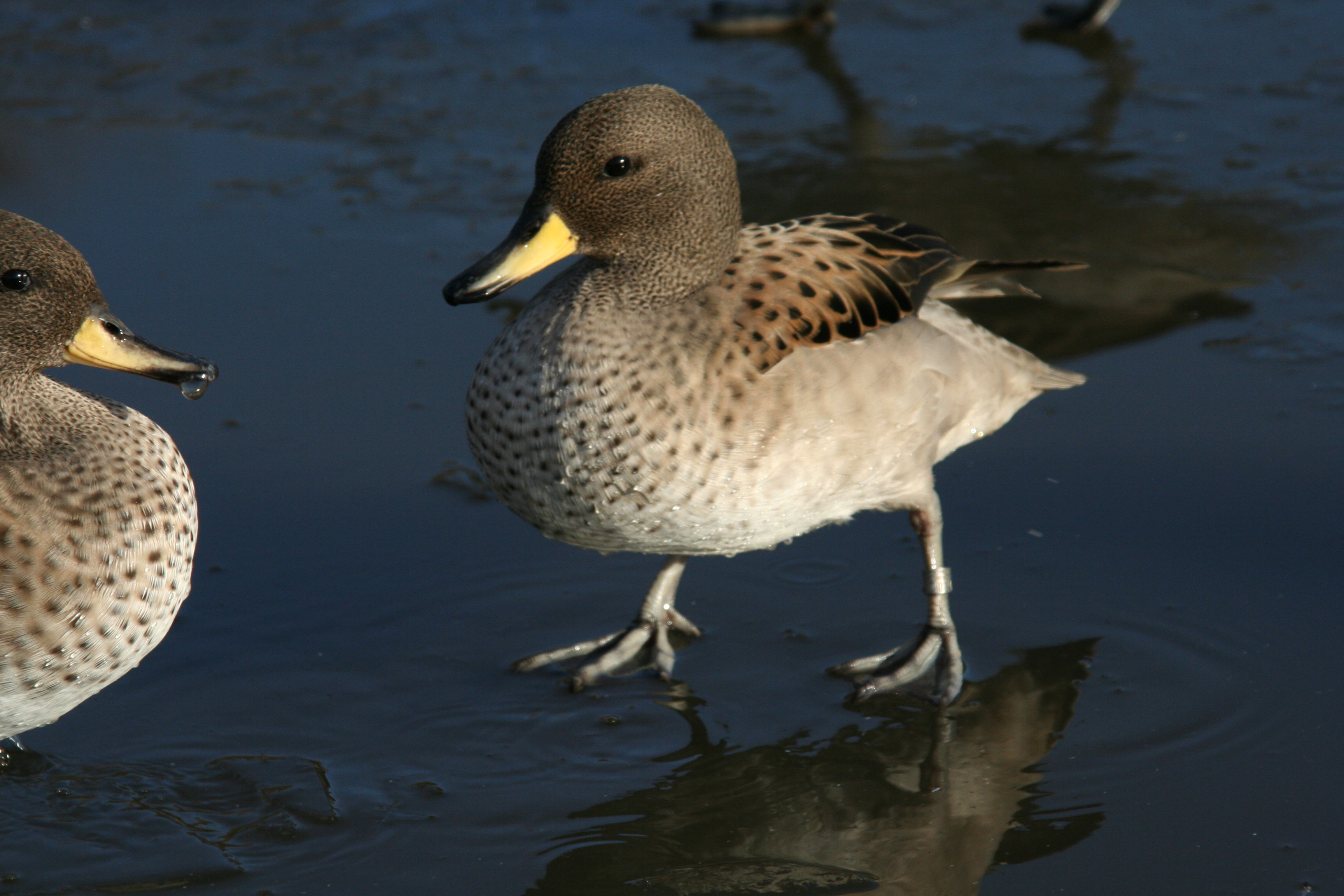
Sarcelle tachetée (Anas flavirostris)

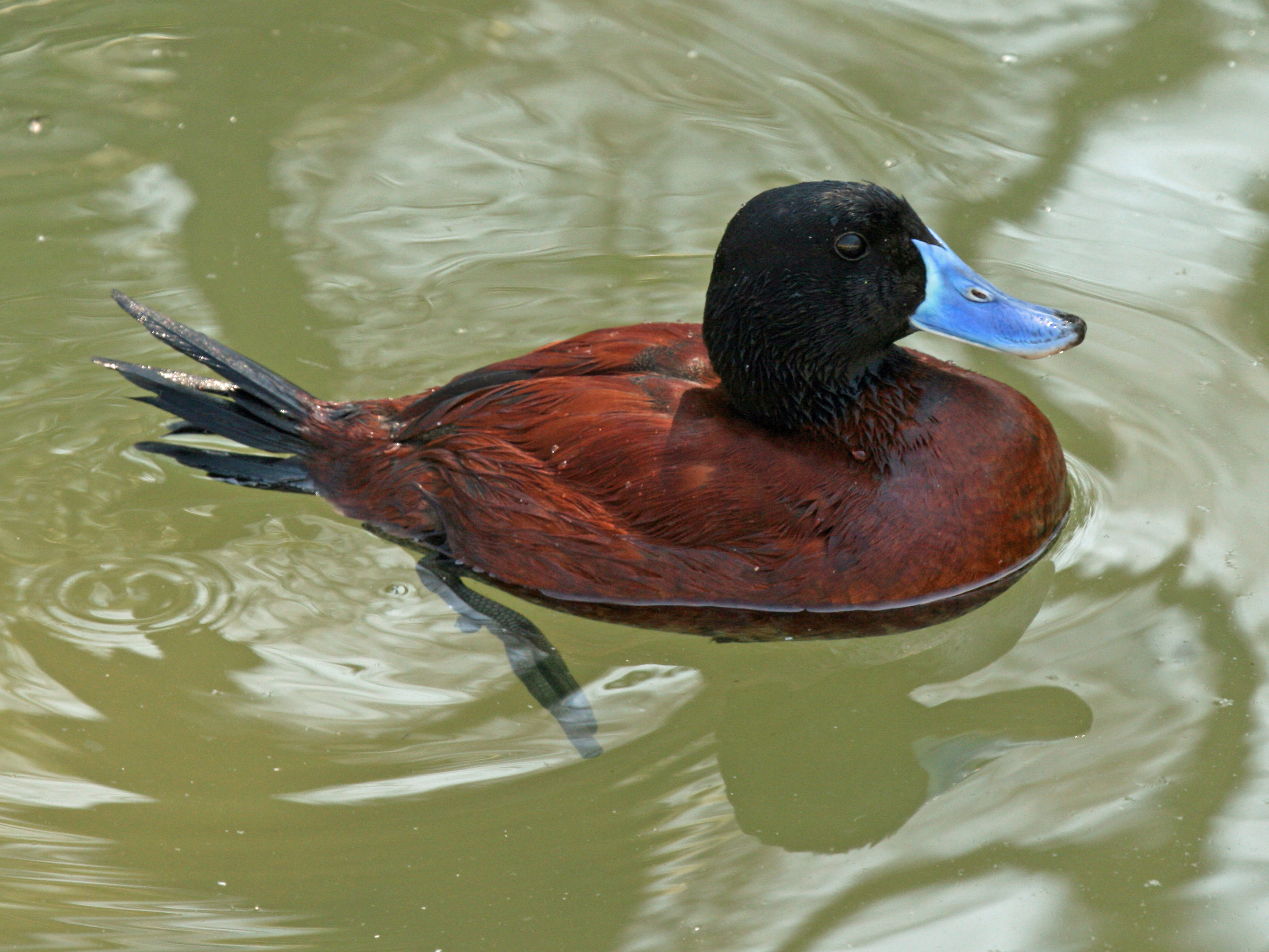
Érismature ornée (Oxyura vittata)
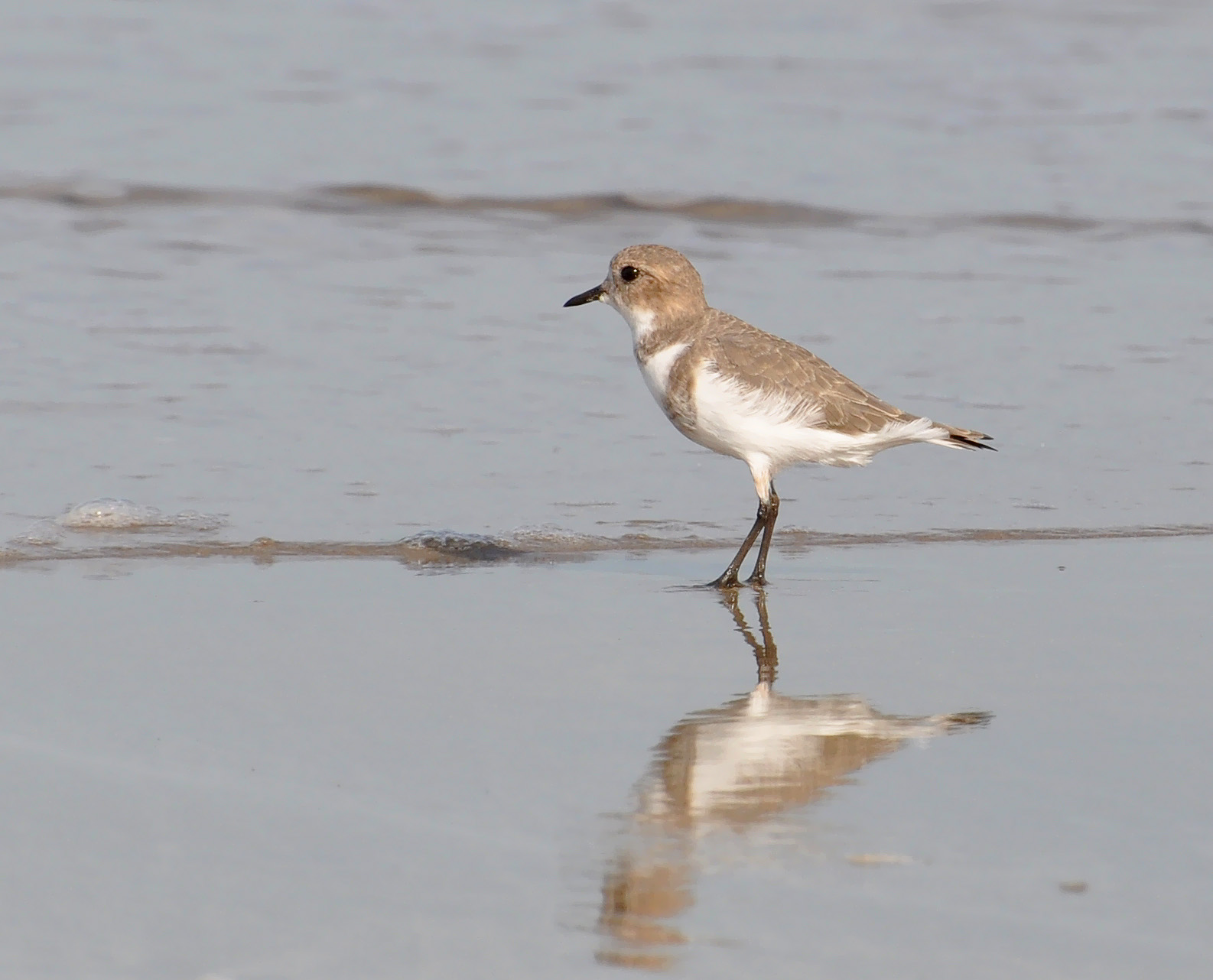
Pluvier des Falkland (Charadrius falklandicus)
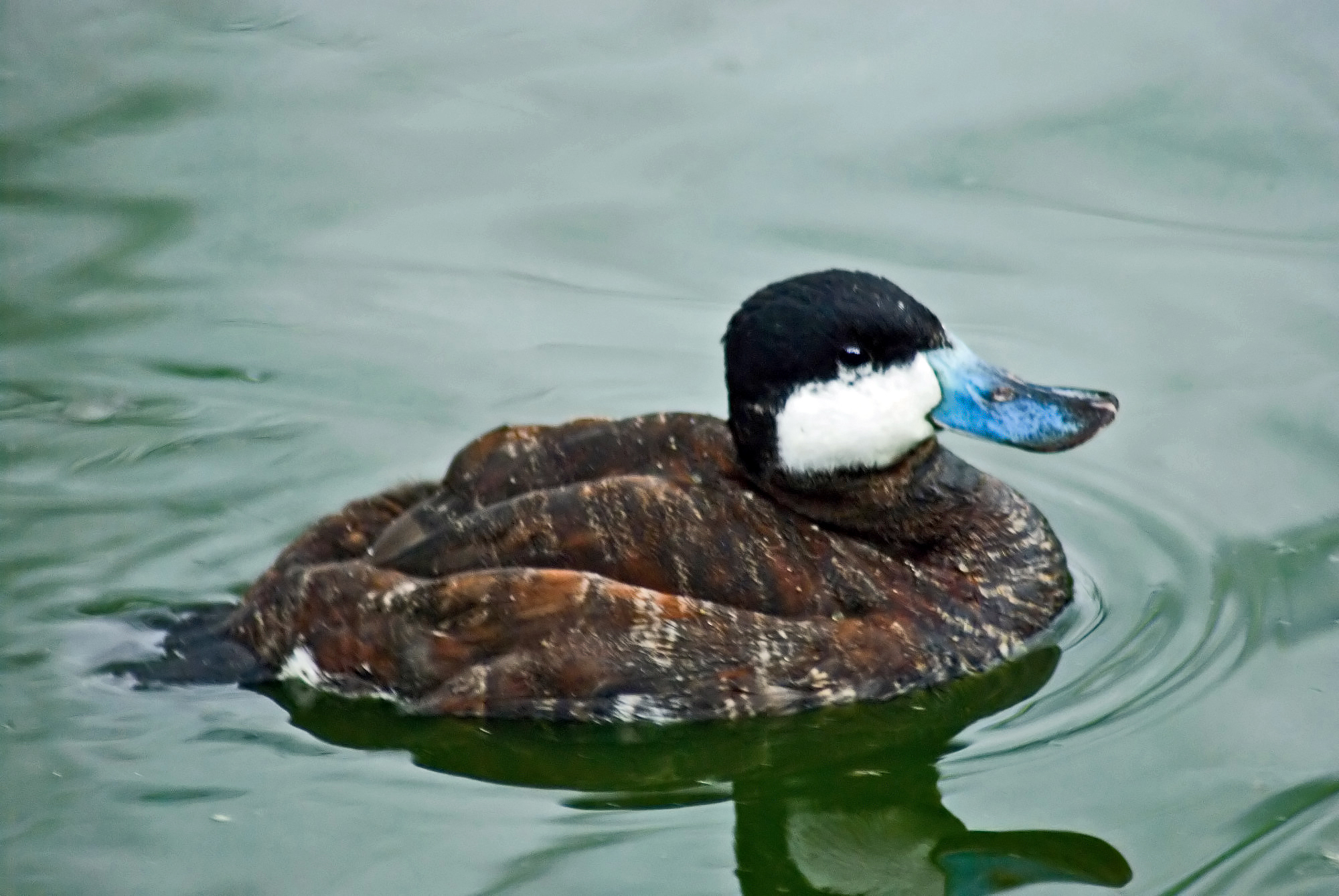
Érismature des Andes (Oxyura ferruginea)

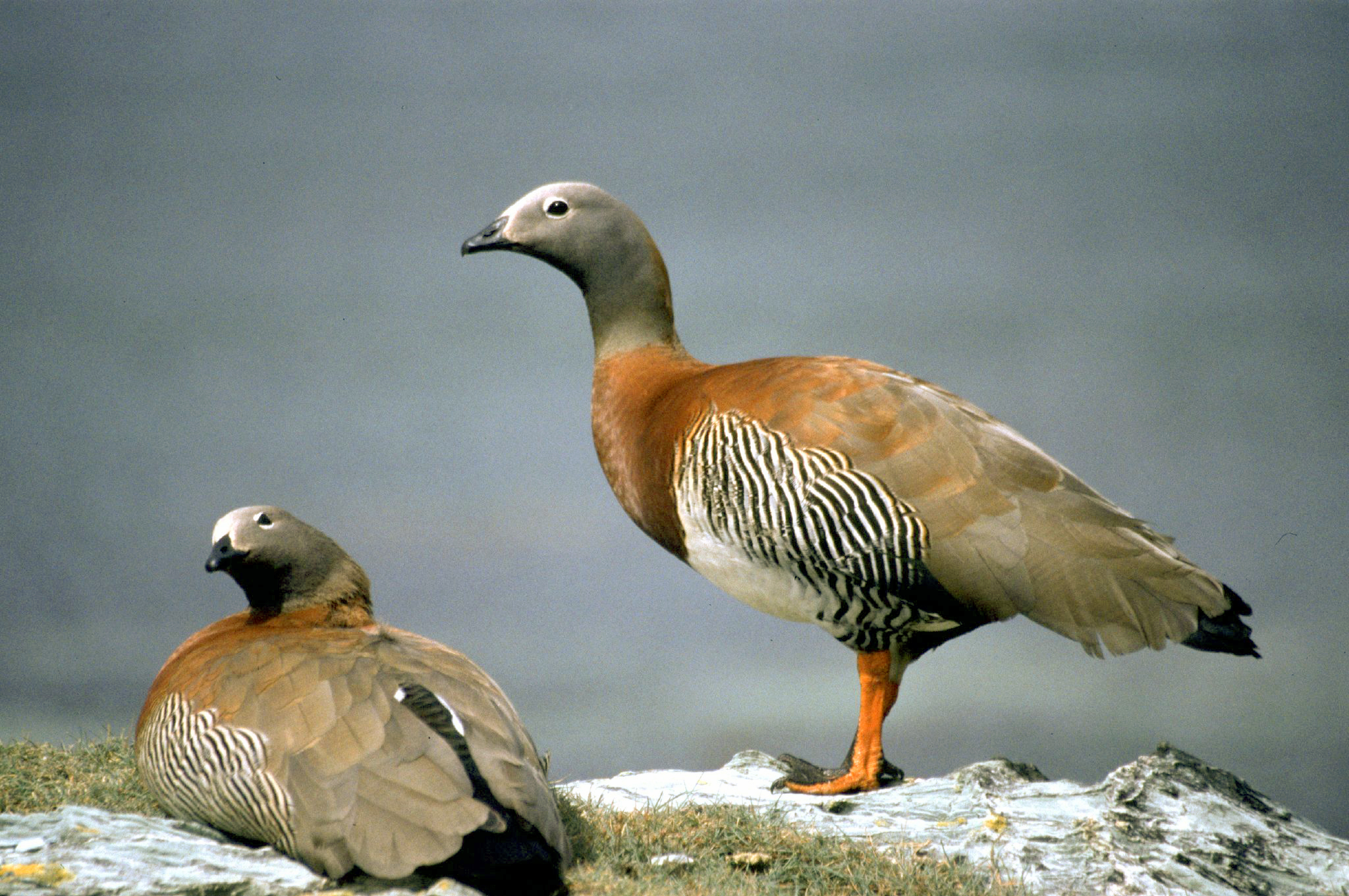
Ouettes à tête grise (Chloephaga poliocephala)
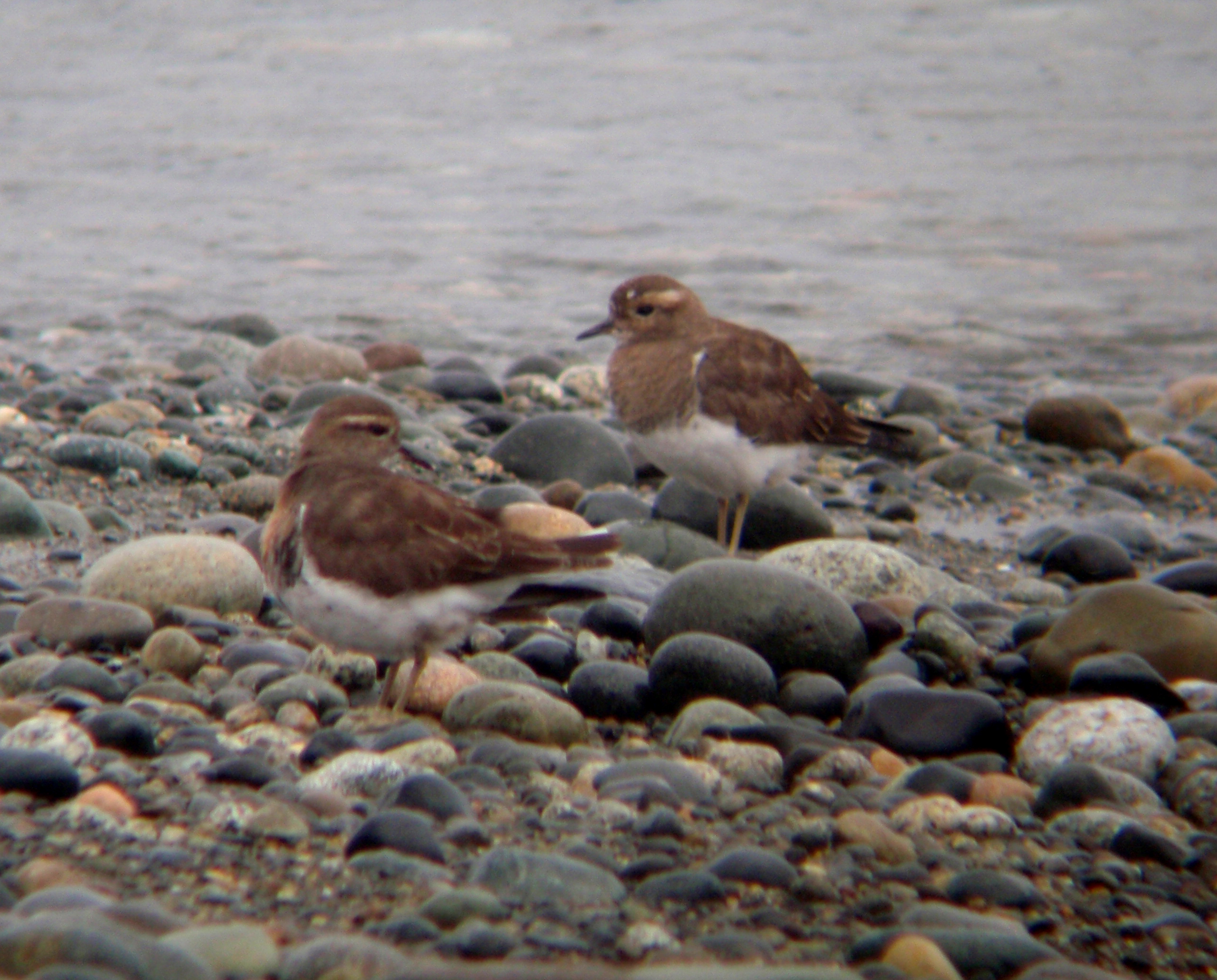
Pluviers de d'Urville (Charadrius modestus)
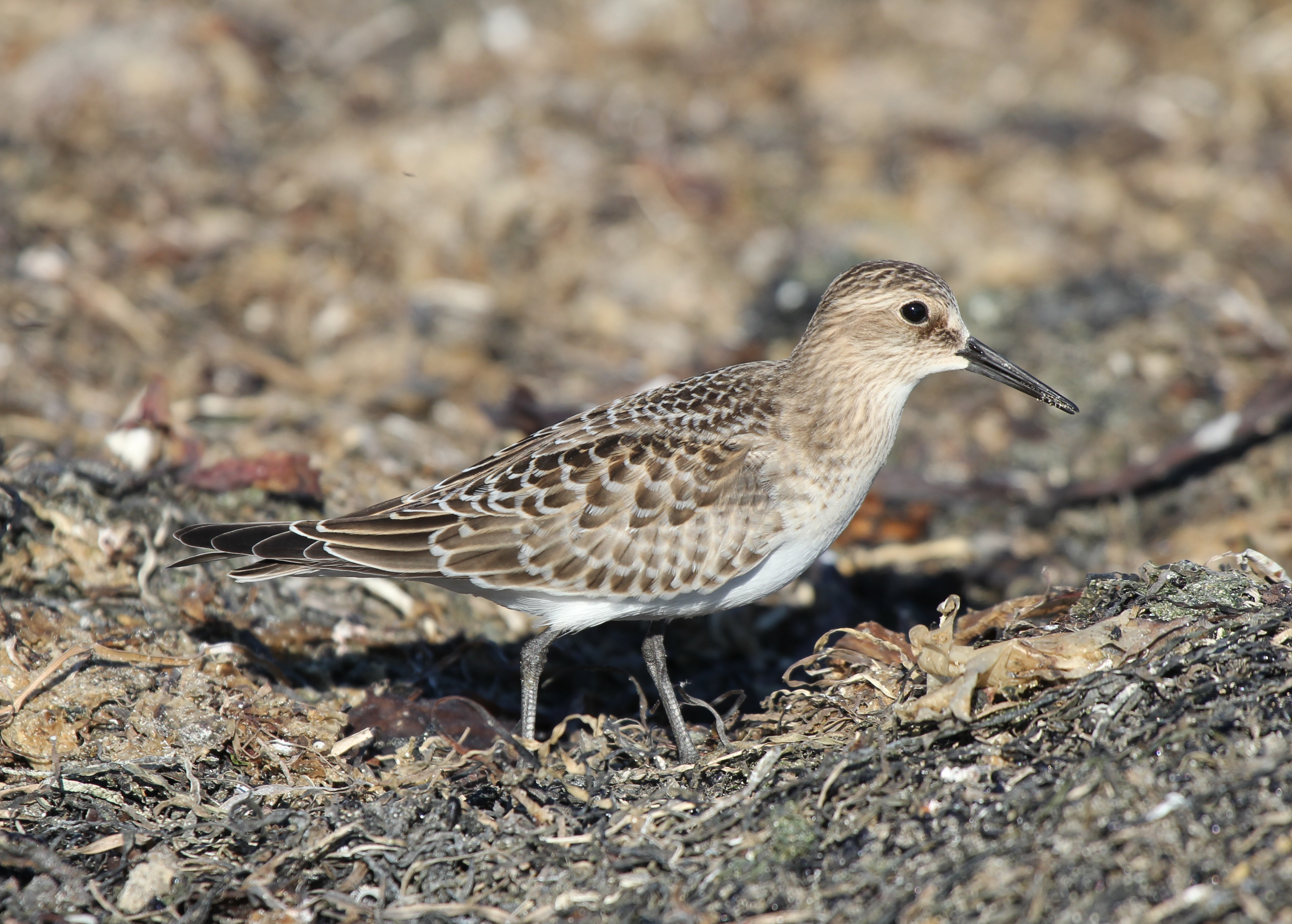
Bécasseau de Baird (Calidris bairdii)

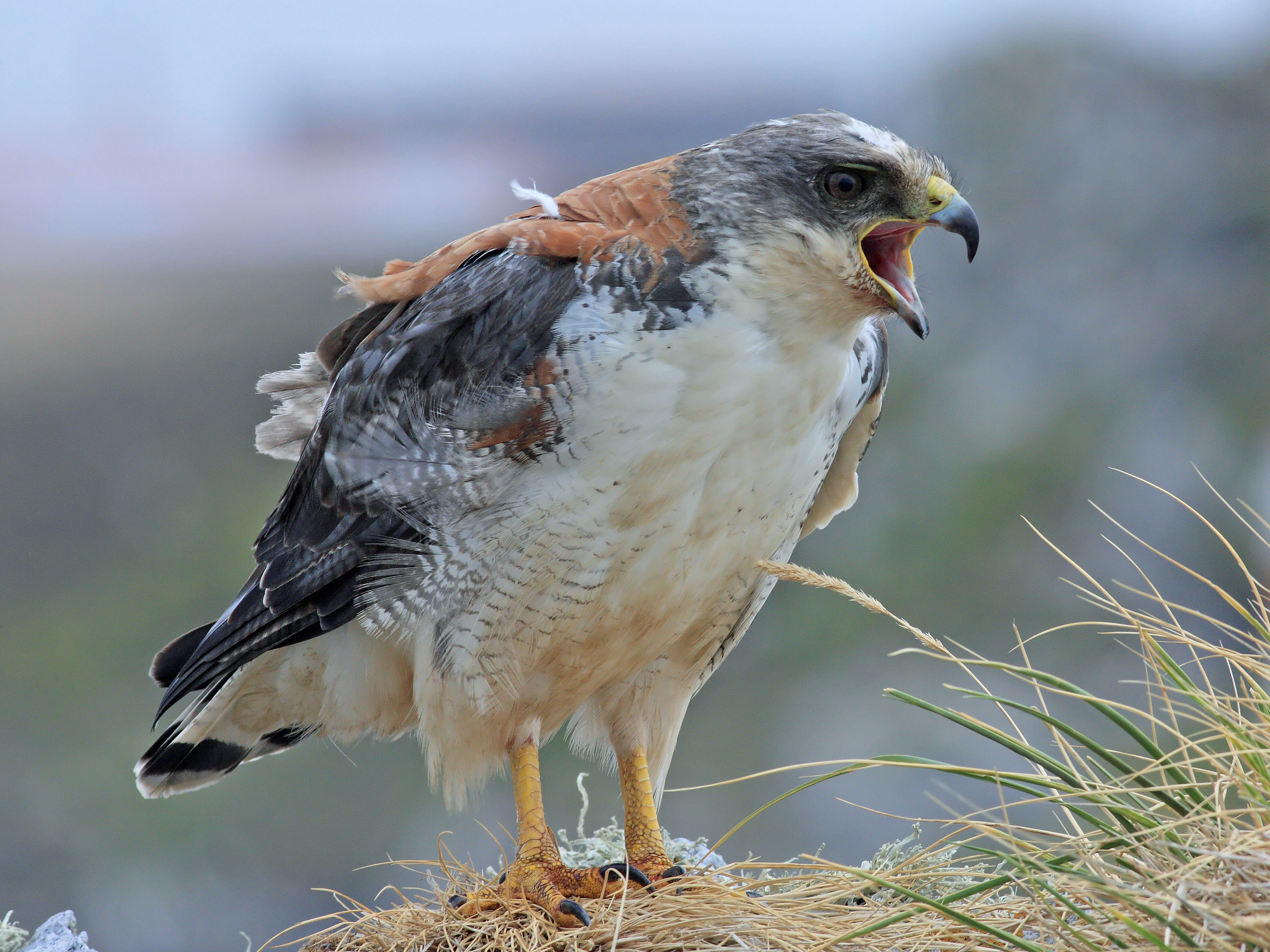
Buse tricolore (Buteo polyosoma)
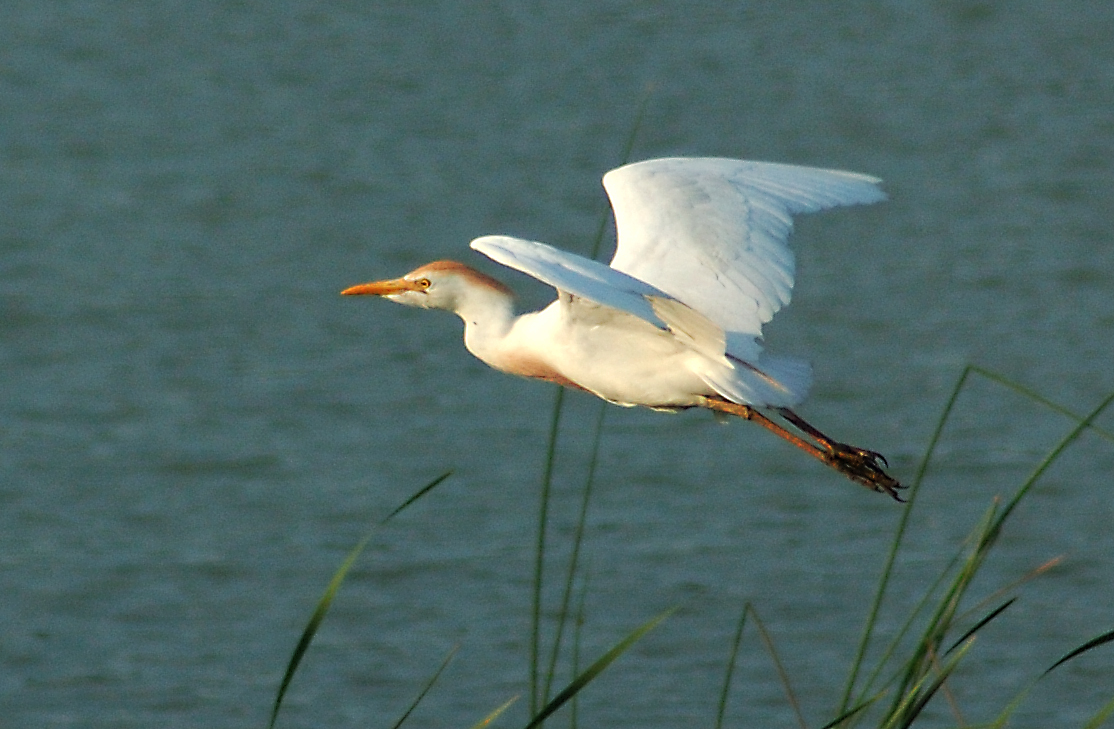
Héron garde-bœufs (Bubulcus ibis)
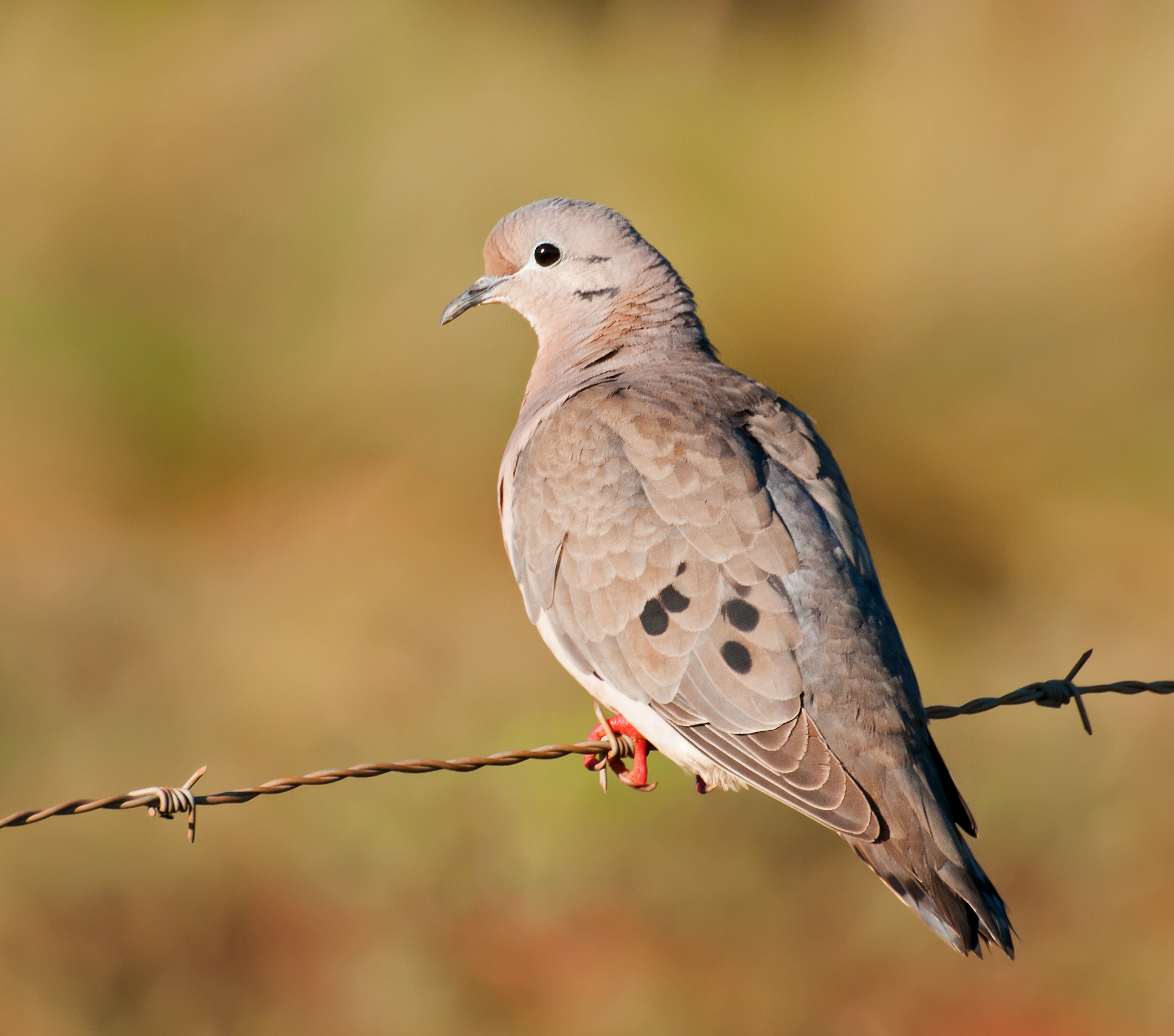
Tourterelle oreillarde (Zenaida auriculata)